# Katedrála Nejsvětější Trojice (Blaj)

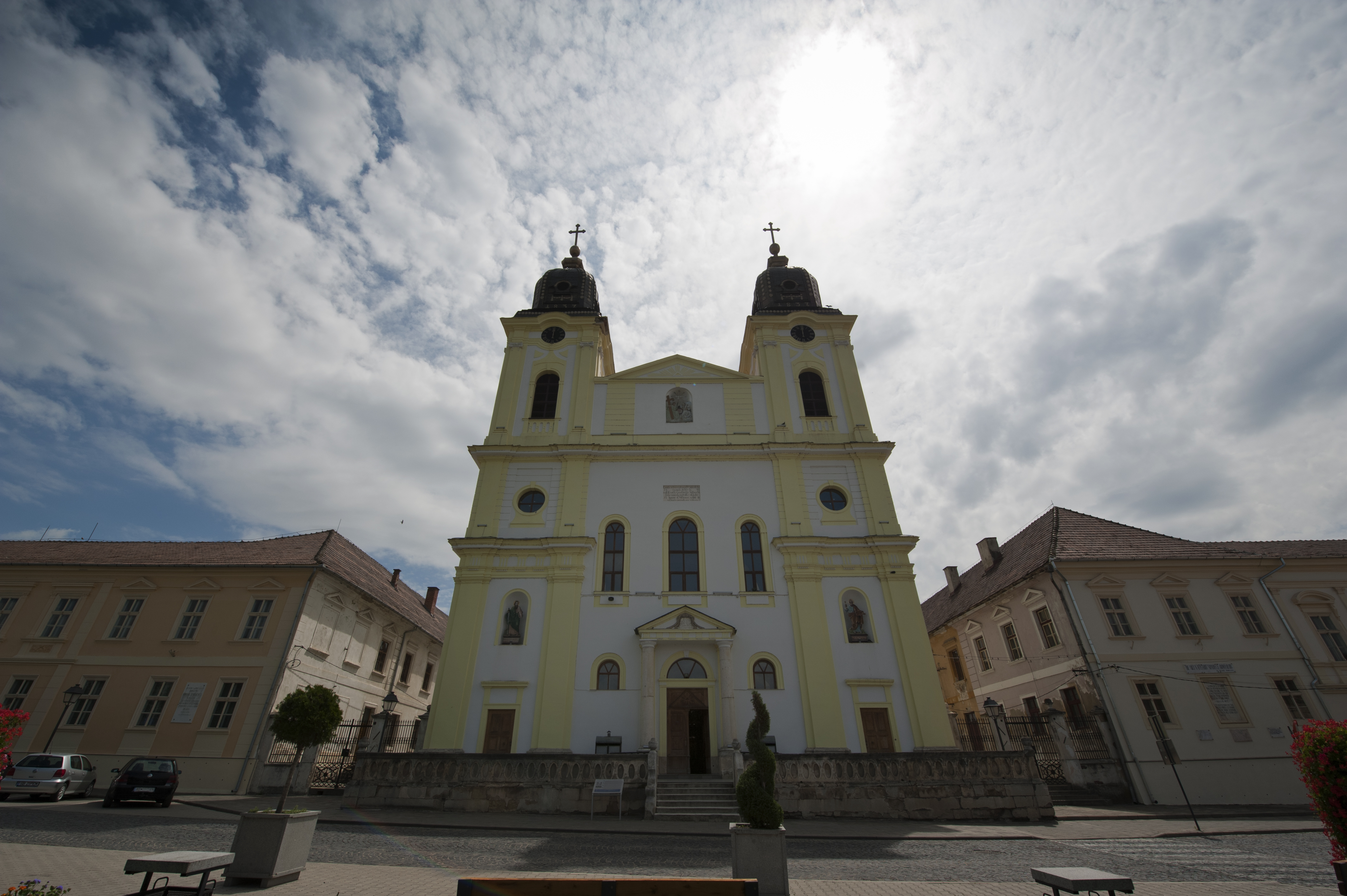
Průčelí katedrály

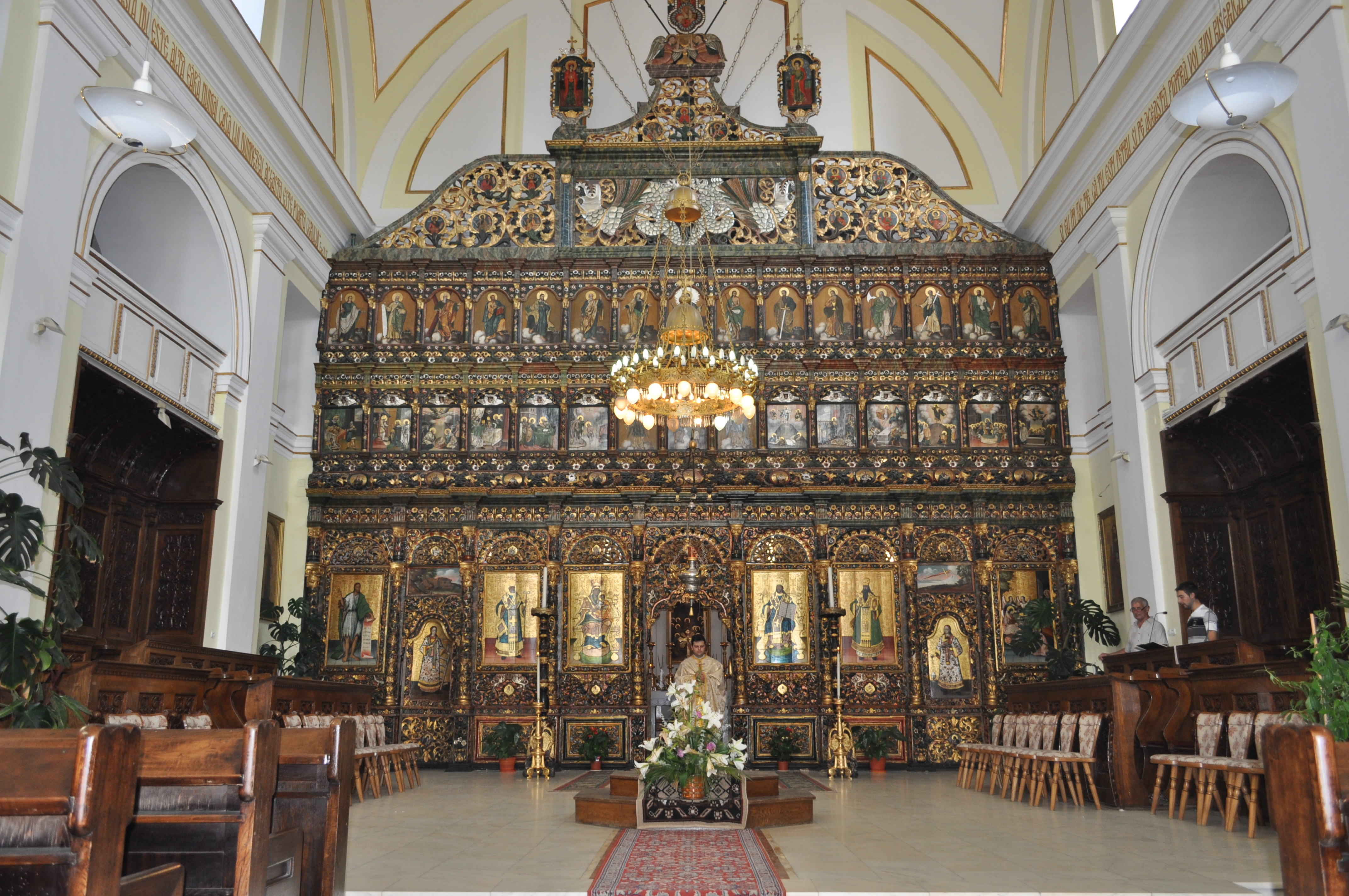
Ikonostas v katedrále

Katedrála Nejsvětější Trojice (rumunsky Catedrala Sfânta Treime, maďarsky Szentháromság-székesegyház) je katedrální chrám řeckokatolické církve v rumunském městě Blaj v Sedmihradsku.

## Dějiny
Katedrála byla postavena v letech 1741 až 1749, ale zcela dokončena byla až v roce 1842. Město Blaj bylo a i je důležitým centrem rumunských uniatů (řeckých katolíků). Po násilném sjednocení řeckých katolíků s pravoslavnými komunistickou mocí v roce 1948 byl chrám využíván pravoslavnou církví. Řečtí katolíci jej znovu získali po legalizaci své církve po roce 1989.

## Architektura
Katedrála byla vybudována v barokním architektonickém slohu podle plánů architektů Antona Erharda Martinelliho a Johanna Baptista Martinelliho. Několikrát byla renovována.